# Polystigma xanthostroma
Polystigma xanthostroma är en svampart som först beskrevs av Penz. & Sacc., och fick sitt nu gällande namn av Gola 1930. Polystigma xanthostroma ingår i släktet Polystigma och familjen Phyllachoraceae.   Inga underarter finns listade i Catalogue of Life.